# Austroencyrtoidea
Austroencyrtoidea is een geslacht van vliesvleugeligen uit de familie Encyrtidae. De wetenschappelijke naam van dit geslacht is voor het eerst geldig gepubliceerd in 1922 door Girault.

## Soorten
Het geslacht Austroencyrtoidea is monotypisch en omvat slechts de volgende soort:
- Austroencyrtoidea leichhardti Girault, 1922